# Hôtel Angst
L'Hôtel Angst est un hôtel historique, en activité depuis 1887, situé à Bordighera en Italie.

## Histoire
L'hôtel est construit en 1887 par l'entrepreneur suisse Adolf Angst, ayant l'intention d'ouvrir un grand hôtel de luxe. L'hôtel rencontre un succès remarquable, attirant une clientèle britannique pendant les mois d'hiver. Le succès est tel qu'en 1900, la reine Victoria du Royaume-Uni réserve toute la structure pour elle et son entourage pour une saison, bien que son voyage soit ensuite annulé en raison de la seconde guerre des Boers,.
Pendant la Première Guerre mondiale, l'hôtel est transformé en hôpital militaire. Après la mort d'Adolf Angst en 1924, la gestion de l'hôtel passe à son gendre. L'hôtel est fermé vers la Seconde Guerre mondiale et reste abandonné pendant environ quatre-vingts ans,.
À partir de 2018, la structure fait l'objet de grands travaux de restauration visant à transformer l'hôtel en appartements de luxe. À la fin de 2022, alors que les travaux sont toujours en cours, il est annoncé que plus de 35 % des appartements ont trouvé des acheteurs,.

## Description
Le bâtiment présente un style éclectique.

## Galerie d'images

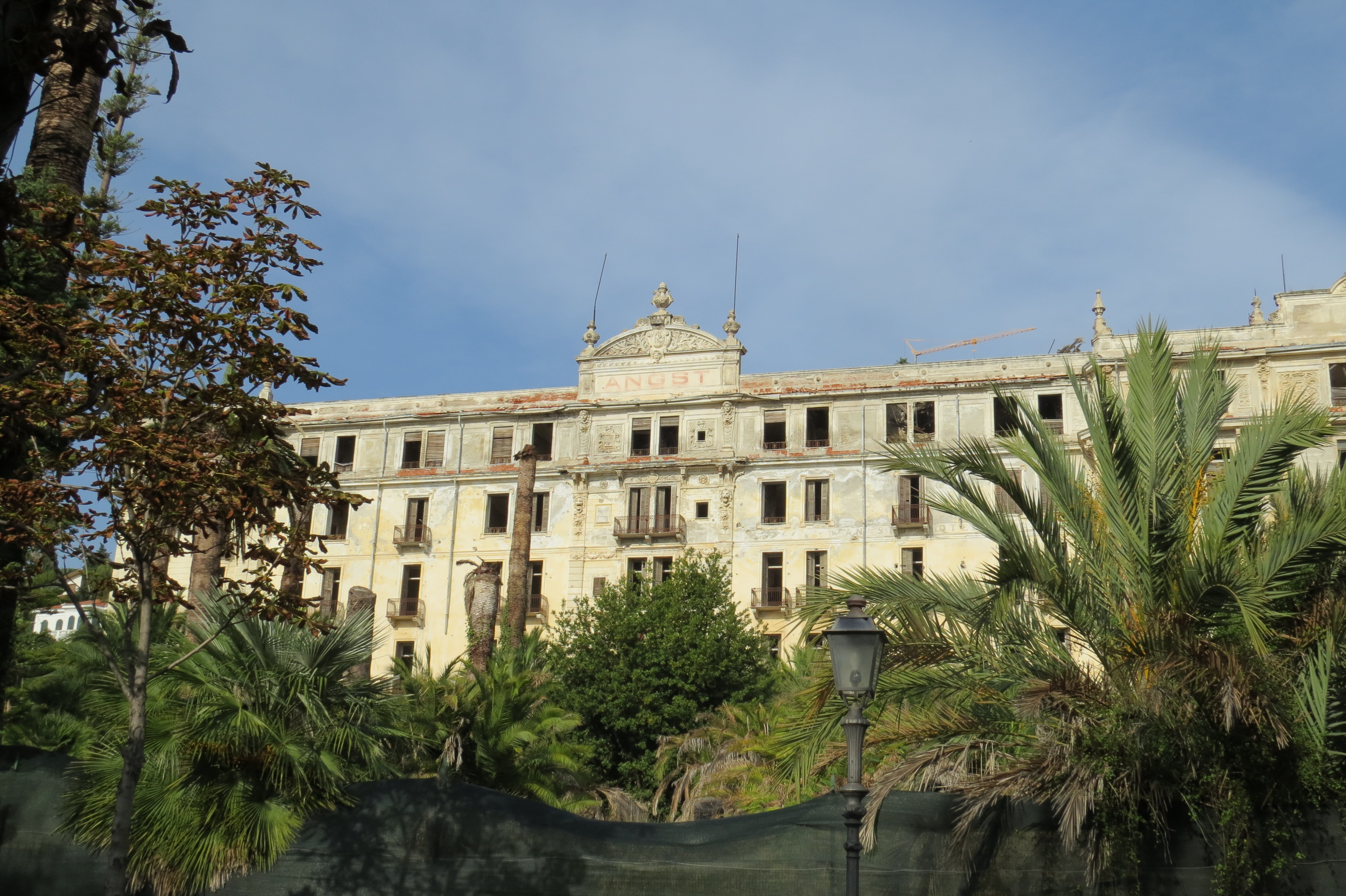
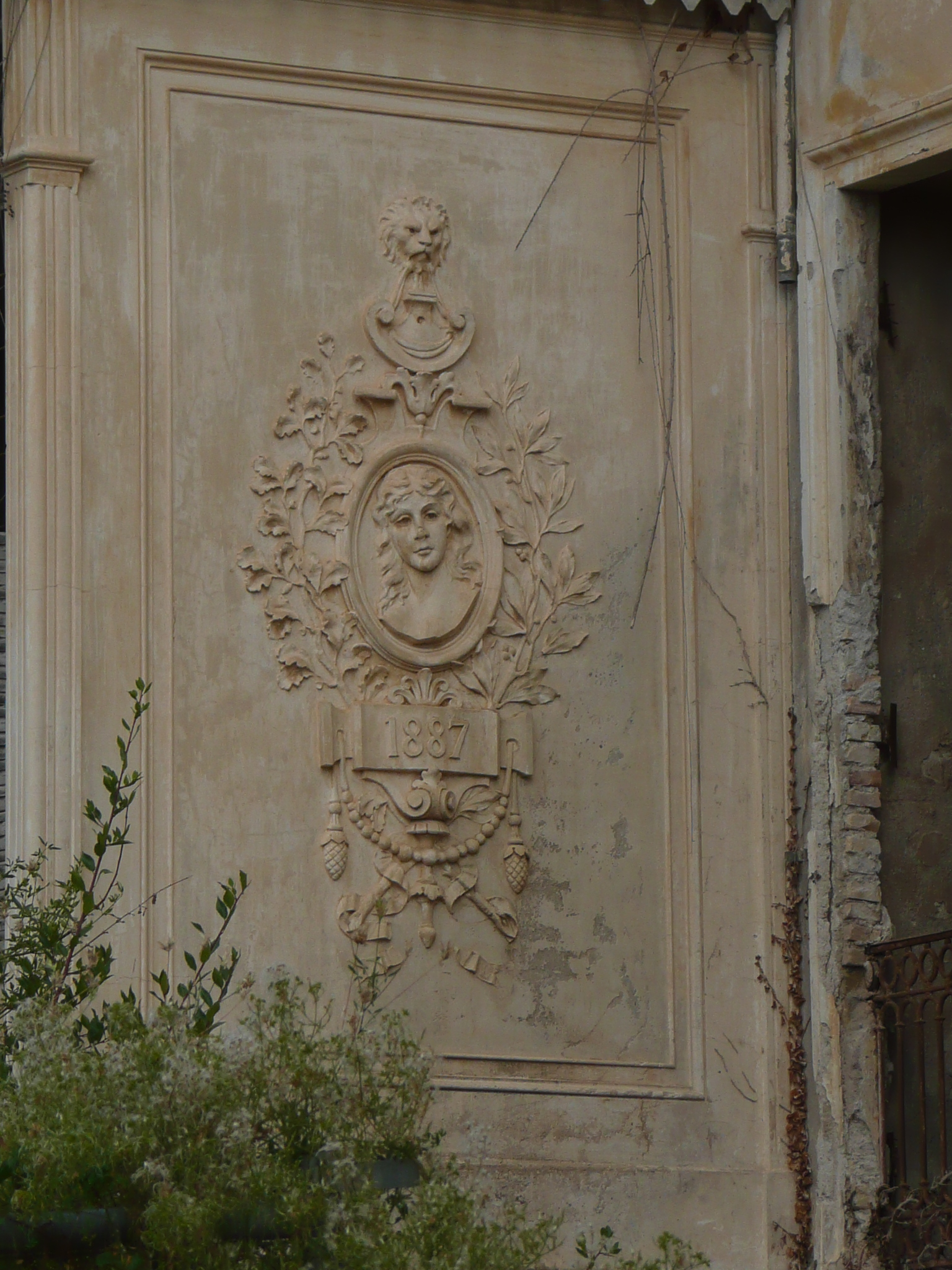
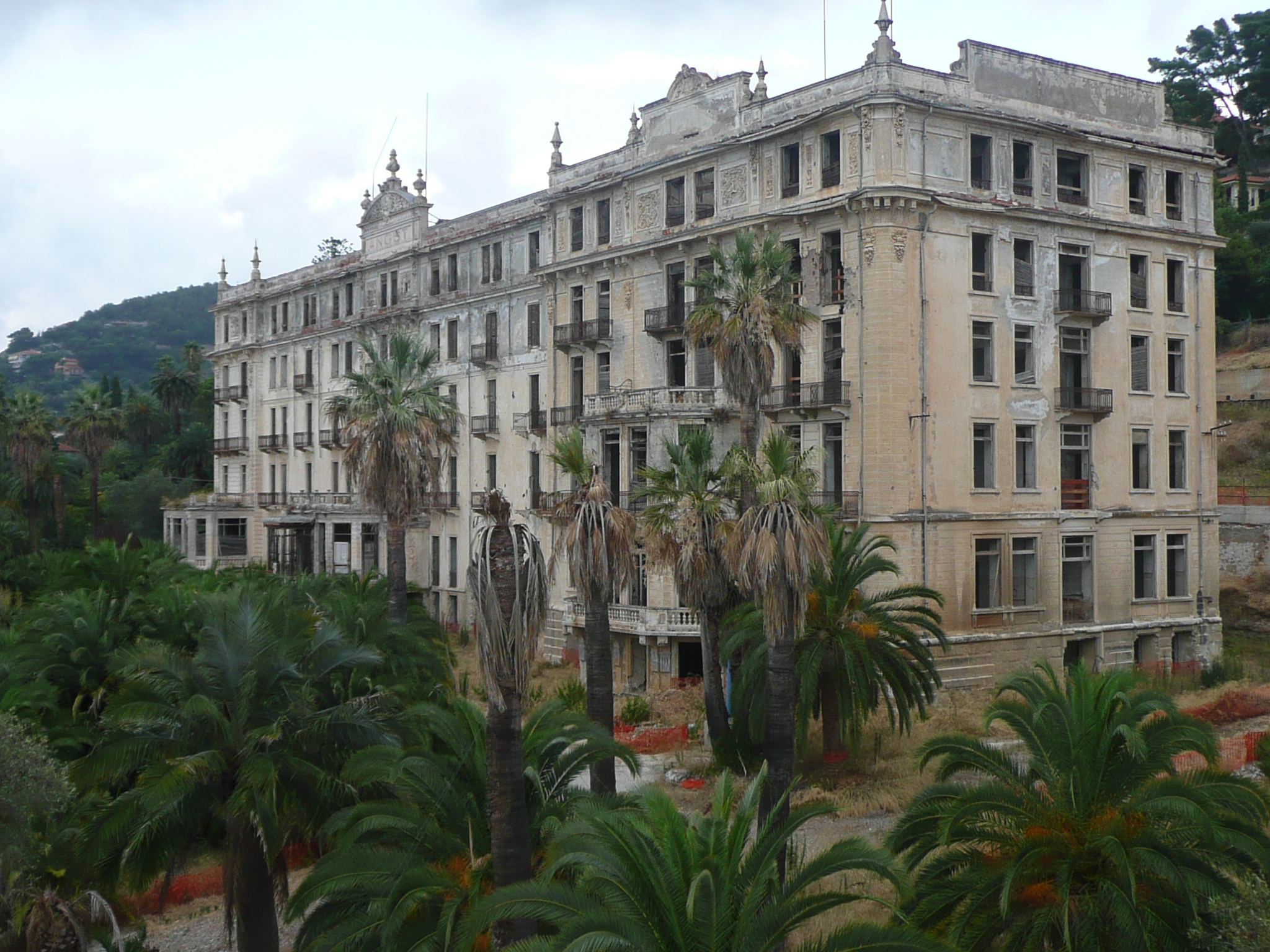